# Harold Robert Perry
Harold Robert Perry (Lake Charles, 9 ottobre 1916 – Marrero, 17 luglio 1991) è stato un vescovo cattolico statunitense. È stato il primo afroamericano di colore a divenire vescovo cattolico nel XX secolo.

## Biografia
Monsignor Harold Robert Perry nacque a Lake Charles, Louisiana, il 9 ottobre 1916 da Frank J. Perry, un addetto alla risicoltura, e sua moglie Josephine, una cuoca domestica. Maggiore di sei figli, crebbe in una casa di devoti cattolici francofoni.

### Formazione e ministero sacerdotale
All'età di 13 anni, entrò nel seminario della Società del Verbo Divino di Bay St. Louis, in Mississippi. Proseguì gli studi presso diverse istituzioni ecclesiastiche dell'Illinois e del Wisconsin. Nel 1938 emise la professione solenne per la Società del Verbo Divino.
Il 6 gennaio 1944 fu ordinato presbitero. Fu il ventiseiesimo afroamericano a diventare prete cattolico. In seguito fu vicario parrocchiale della parrocchia del Cuore Immacolato di Maria a Lafayette fino al 1948, quando venne trasferito nella chiesa di Nostra Signora a St. Martinville. Prestò poi servizio nella chiesa di San Pietro a Pine Bluff dal 1949 al 1951 e nella chiesa di San Gabriele a Mound Bayou dal 1951 al 1952, prima di tornare in Louisiana come parroco fondatore della parrocchia di San Giuseppe a Broussard. Durante i suoi sei anni da parroco, costruì la chiesa, la canonica e la scuola.
Nel 1958 venne nominato rettore del seminario verbita di Bay St. Louis. Divenne più attivo nel movimento per i diritti civili ed entrò a far parte del Consiglio cattolico nazionale per la giustizia interrazziale dopo la sua fondazione nel 1960. Scrivendo sul Catholic Interracial Review del 1961 padre Perry scrisse: "Le istituzioni cattoliche avrebbero potuto ottenere grande rispetto tra i negri del sud se avessero lasciato cadere la segregazione molto tempo fa, in molti casi la segregazione continua fino a comprendere la balaustra dell'altare, abbiamo perso un'occasione reale per impressionare il negro con il vero atteggiamento della Chiesa". Nel 1963 lui e altri leader religiosi furono invitati alla Casa Bianca per discutere della desegregazione pacifica con il presidente John Fitzgerald Kennedy. Il mandato di Perry come rettore terminò nel 1964, quando divenne superiore provinciale della provincia meridionale della Società del Verbo Divino. Quello stesso anno, divenne anche il primo sacerdote afroamericano a tenere la preghiera di apertura al Congresso.

### Ministero episcopale
Il 29 settembre 1965 papa Paolo VI lo nominò vescovo ausiliare di New Orleans e titolare di Monte di Mauritania. Fu il primo afroamericano nero a diventare vescovo cattolico nell'era moderna. Annunciando la nomina di Perry, l'arcivescovo Philip Matthew Hannan dichiarò: "Accogliamo con favore il primo vescovo negro di origine americana". In realtà il vescovo James Augustine Healy, figlio di un piantatore bianco e di una schiava mulatta, detiene il record di essere stato il primo afroamericano ad essere elevato all'episcopato cattolico. Tuttavia monsignor Healy aveva la pelle bianca ed era considerato un bianco dai suoi contemporanei. La nomina di Perry venne elogiata da molti leader civili e religiosi, incluso il presidente Lyndon B. Johnson, a cui Perry attribuì il merito di essere stato "il presidente che ha dato di più al nostro popolo dopo Lincoln". Tuttavia, Perry dichiarò: "La mia nomina è religiosa, non è una nomina per i diritti civili, il mio lavoro religioso viene prima di tutto, non desidero lavorare direttamente come leader dei diritti civili". Ricevette l'ordinazione episcopale il 6 gennaio 1966 dall'arcivescovo Egidio Vagnozzi, delegato apostolico negli Stati Uniti d'America, co-consacranti l'arcivescovo metropolita di New Orleans Philip Matthew Hannan e quello di Chicago John Patrick Cody. Durante la celebrazione, diversi manifestanti bianchi e protestanti tennero una dimostrazione fuori dalla chiesa e una donna disse che l'ordinazione di monsignor Perry era "un'altra ragione per cui Dio distruggerà il Vaticano".
Come ausiliare, monsignor Perry fu parroco della parrocchia di Nostra Signora di Lourdes e di Santa Teresa di Gesù Bambino a New Orleans, vicario generale dell'arcidiocesi e rettore del santuario nazionale di Nostra Signora di Pronto Soccorso. Visse nella canonica della Ursuline Academy, la più antica scuola femminile del paese. Per molti anni fu anche cappellano nazionale dei Cavalieri di Pietro Claver.
Morì al Wynhoven Health Care Center di Marrero il 17 luglio 1991 all'età di 74 anni per complicazioni della malattia di Alzheimer. Alla sua morte, l'arcivescovo Francis Bible Schulte dichiarò: "Come primo vescovo afroamericano in questo secolo, [il vescovo Perry] è stato un simbolo dei grandi cambiamenti che hanno avuto luogo nella nostra chiesa e nel nostro paese". Monsignor Perry aveva chiesto di essere sepolto nella cattedrale e basilica minore di San Luigi re di Francia a New Orleans, ma fu sepolto nel cimitero cittadino n° 3 perché i funzionari ecclesiastici credevano che lo spazio nella cripta sotto il santuario fosse esaurito. L'arcivescovo Schulte chiese quindi di realizzare quattro tombe nel giardino di Sant'Antonio dietro la cattedrale e le spoglie di monsignor Perry vennero in seguito traslate in quel luogo. Il 1º marzo 2001, dopo che furono trovati alcuni spazi vuoti nella cripta, la salma di monsignor Perry fu definitivamente sepolta secondo i suoi desideri.

## Genealogia episcopale
La genealogia episcopale è:
- Cardinale Scipione Rebiba
- Cardinale Giulio Antonio Santori
- Cardinale Girolamo Bernerio, O.P.
- Arcivescovo Galeazzo Sanvitale
- Cardinale Ludovico Ludovisi
- Cardinale Luigi Caetani
- Cardinale Ulderico Carpegna
- Cardinale Paluzzo Paluzzi Altieri degli Albertoni
- Papa Benedetto XIII
- Papa Benedetto XIV
- Cardinale Enrico Enriquez
- Arcivescovo Manuel Quintano Bonifaz
- Cardinale Buenaventura Córdoba Espinosa de la Cerda
- Cardinale Giuseppe Maria Doria Pamphilj
- Papa Pio VIII
- Papa Pio IX
- Cardinale Alessandro Franchi
- Cardinale Giovanni Simeoni
- Cardinale Antonio Agliardi
- Cardinale Basilio Pompilj
- Cardinale Adeodato Piazza, O.C.D.
- Cardinale Egidio Vagnozzi
- Vescovo Harold Robert Perry, S.V.D.